# Park Studio
Park Studios är en musikstudio i Stockholm som ritades i slutet av 1970-talet av Åke Eldsäter. Den meriterade akustikern Ingemar Ohlsson fick strax därpå uppdraget att rita om kontrollrummet. Park drevs då av Acke Gårdebäck, såldes 1987 till gruppen Trance Dance och drevs av bandets keyboardist PJ Widestrand. 1990 tog Dan Katz över studion och drev den fram till 1997. Under 1990-talet användes studion av bland andra Mikael Rickfors, Mats Ronander, Grymlings, Dan Hylander, Low Budget Blues Band, Stina Nordenstam, Freda' och Ace of Base. Mellan 1997 och 2004 skedde flera ägarbyten. 
Mellan 2004 och 2016 ägdes av gruppen Kent och deras producent Stefan Boman. Genom åren har förutom Kent även bland andra Lisa Miskovsky, Backyard Babies, Camera Obscura, Mikael Wiehe, Heartbreak, Secret Service, Hypocrisy, Hanoi Rocks, Jukka Tolonen och Tony Niva verkat där. Mellan 2017 och 2021 ägdes Park Studios av Kentgitarristen Sami Sirviö, Stefan Boman och Jörgen Ringstrand. Under den tiden gjordes vissa renoveringar och utbyggnationer, samt kompletteringar av studiohårdvara. I studion huserade även Park Studios eget skivbolag och förlag psykbunkern. I maj 2021 flyttade Park Studios verksamheten till Atlantis Metronome. 
Smeknamnet Psykbunkern myntades av Kent under inspelningarna av albumet Du & jag döden. Ett urklipp ur en dagstidning fick sammanfatta känslan av en bitvis påfrestande inspelningsprocess.
Sedan 2021 förvaltas lokalerna av den finska tillverkaren av monitorhögtalare, Genelec Oy. Studion bytte namn till Stockholm Experience Centre och tjänar som showroom och Sverigekontor. Kontrollrummet som ritades av Ingemar Ohlsson byggdes om från grunden av en gammal elev till Ingemar Ohlssons, Christian Edgren, och som också driver Traxton Recording på Södermalm i Stockholm. för att vara optimerat för Dolby Atmos och har fått namnet Bohman Room som en liten hyllning till historien. 